# 6391 Африкано
6391 Африкано (1990 BN2, 1977 AF2, 6391 Africano) — астероїд головного поясу, відкритий 21 січня 1990 року.
Тіссеранів параметр щодо Юпітера — 3,337.